# Jean-Marc Gabouty
Jean-Marc Gabouty, né le 17 mai 1949 à Villeneuve-le-Roi, est un homme politique français, membre du Mouvement radical. Maire de Couzeix de 1995 à 2017, il est sénateur de la Haute-Vienne de 2014 à 2020 et vice-président du Sénat de 2017 à 2020.

## Biographie
Imprimeur de profession, il est membre du Parti radical, dont il est le trésorier national. Il est président de la FNERR. 
Dirigeant d'entreprises, il entre au conseil municipal de Couzeix en 1983 avant d'en devenir maire en 1995, poste auquel il est reconduit en 2001, 2008 et 2014. Il est également conseiller général du canton de Limoges-Couzeix de 1992 à 2014, date à laquelle il démissionne et laisse sa place à Marie-Claude Lainez. Il a présidé la Communauté de communes l'Aurence et Glane Développement de 1997 à 2014.
Il est élu sénateur de la Haute-Vienne le 28 septembre 2014. Sa suppléante est l'ancienne députée socialiste Monique Boulestin. Il est le premier sénateur issu de la droite en Haute-Vienne, de toute la Cinquième République.
Il est le négociateur UDI dans le cadre des élections régionales de 2015 dans la nouvelle région Aquitaine-Limousin-Poitou-Charentes.
Il soutient Alain Juppé pour la primaire présidentielle des Républicains de 2016.
Son fils, Raphaël Gabouty, se porte candidat aux élections législatives de juin 2017 sur la 1re circonscription de la Haute-Vienne, sous l’étiquette divers droite et de façon indépendante, n’ayant pas l’investiture officielle des Républicains, avant d'y renoncer.
Il soutient le candidat En marche ! Emmanuel Macron pour l'élection présidentielle 2017. Il n'est pas candidat à la mairie de Couzeix, lors des élections municipales de 2020. Candidat à sa réélection au Sénat en 2020, il est battu, ayant pâti de la concurrence d'Émile Roger Lombertie ; le scrutin est marqué par la victoire des deux candidats de la gauche.